# Whitfield Cook
George Whitfield Cook III.  (Orange, Nueva Jersey, EE. UU., 9 de abril de 1909 - New London (Connecticut), 12 de noviembre de 2003) fue un famoso guionista y escritor estadounidense. Fue conocido en su país sobre todo como director de teatro y dramaturgo; existe incluso un premio para la producción de obras independientes en Broadway que lleva su nombre.
Fue autor del guion de la película "Extraños en un tren" (conocida también como "Pacto siniestro"), basada en la novela de Patricia Highsmith y dirigida por Alfred Hitchcock, además de otras películas, series para televisión y novelas.
Su obra más recordada, "Violeta", una historia sobre una niña precoz y su particular forma de ver el mundo, apareció por primera vez en Estados Unidos en forma de serie de cuentos en la revista femenina Redbook en los años cuarenta, y unos veinte años más tarde una versión un poco actualizada en Cosmopolitan.
Posteriormente, fue editado como parte de la Colección Robin Hood, llegando así a millones de niños y adolescentes de varios países del mundo.
Falleció el 12 de noviembre de 2003, en New London, Connecticut, EE. UU.

## Obras literarias
- Violeta (Violet, Poison Ivy, by any other name).